# ألويس ألبرت
ألويس ألبرت (بالألمانية: Alois Albert)‏ هو سياسي ألماني، ولد في 1880 في ألمانيا، وتوفي بنفس المكان في 16 ديسمبر 1939. حزبياً، نشط في حزب الشعب البافاري. انتخب عضو مجلس النواب الألماني للجمهورية فايمار.